# Tortula crispula
Tortula crispula là một loài rêu trong họ Pottiaceae. Loài này được (Bruch) Mitt. mô tả khoa học đầu tiên năm 1875.